# Aigrefeuille-d’Aunis
Aigrefeuille-d’Aunis ist eine französische Gemeinde mit 4578 Einwohnern (Stand: 1. Januar 2022) im Département Charente-Maritime in der Region Nouvelle-Aquitaine; sie gehört zum Arrondissement Rochefort und ist der Hauptort (chef-lieu) des Kantons Surgères. Die Einwohner werden Aigrefeuillais genannt.

## Geographie
Aigrefeuille-d’Aunis liegt etwa 25 Kilometer östlich von La Rochelle in der historischen Region Aunis. Umgeben wird Aigrefeuille-d’Aunis von den Nachbargemeinden Saint-Christophe im Norden, Virson im Nordosten, Forges im Osten, Le Thou im Süden, Croix-Chapeau im Südwesten sowie La Jarrie im Westen.
Durch die Gemeinde führt die frühere Route nationale 139 (heutige D939).

## Bevölkerungsentwicklung
| Jahr      | 1962 | 1968 | 1975 | 1982 | 1990 | 1999 | 2006 | 2011 | 2019 |
| Einwohner | 1783 | 1940 | 2313 | 2843 | 2944 | 3151 | 3523 | 3715 | 4143 |

## Sehenswürdigkeiten

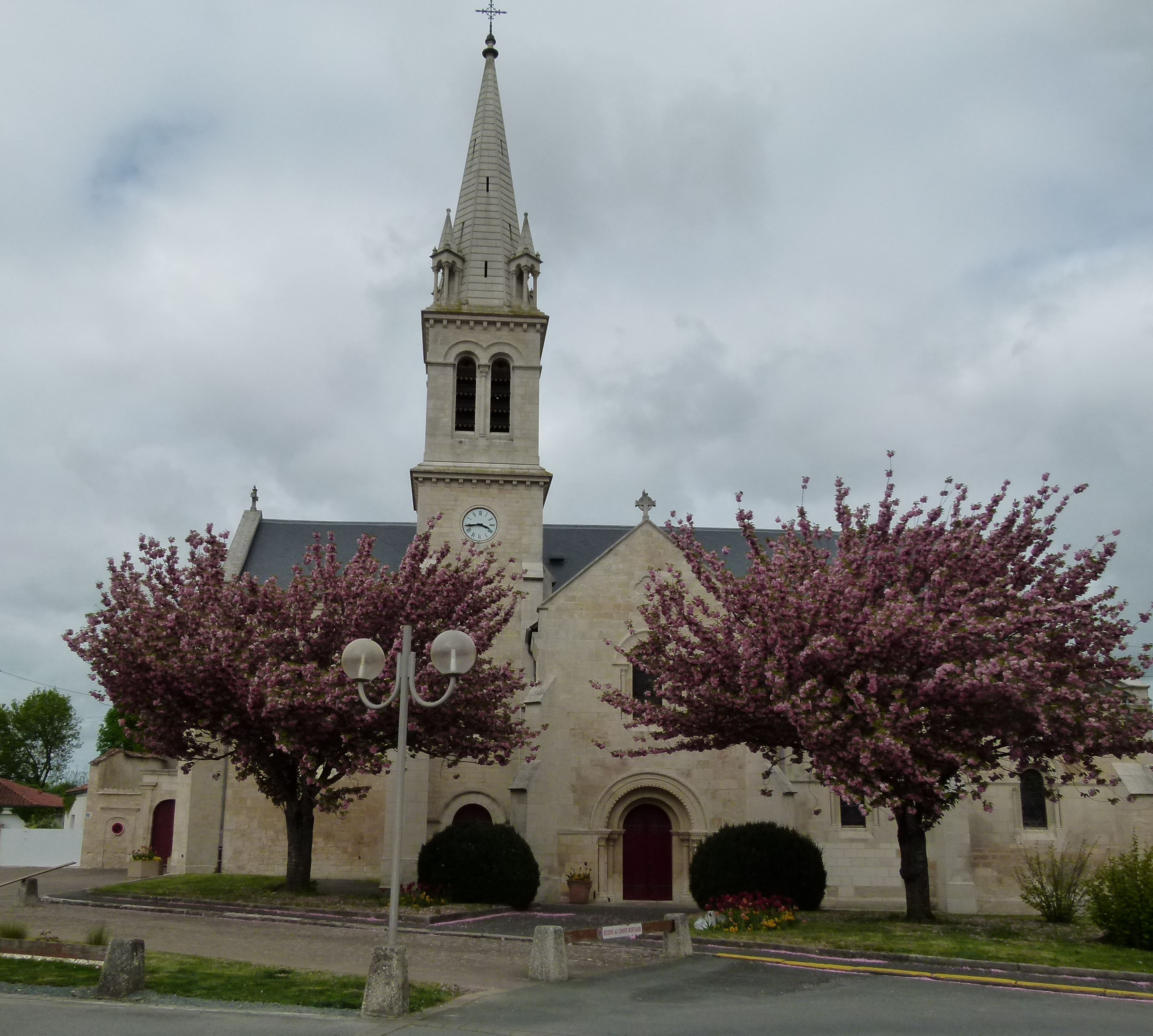
Kirche Saint-Étienne

Siehe auch: Liste der Monuments historiques in Aigrefeuille-d’Aunis
- Kirche Saint-Étienne, im 12. Jahrhundert erbaut, neue Fassade aus dem 18. Jahrhundert
- Priesterkolleg Saint-Sacrement aus dem Jahr 1857
- Rathaus aus dem Jahr 1870
- Ehemalige Gendarmerie, erbaut 1876
- Ehemalige Destille von 1888, Monument historique seit 1996
- Ehemalige Molkerei von 1890, Monument historique seit 1996
- Gutshof Chameau mit Mühle, seit 2003 Monument historique

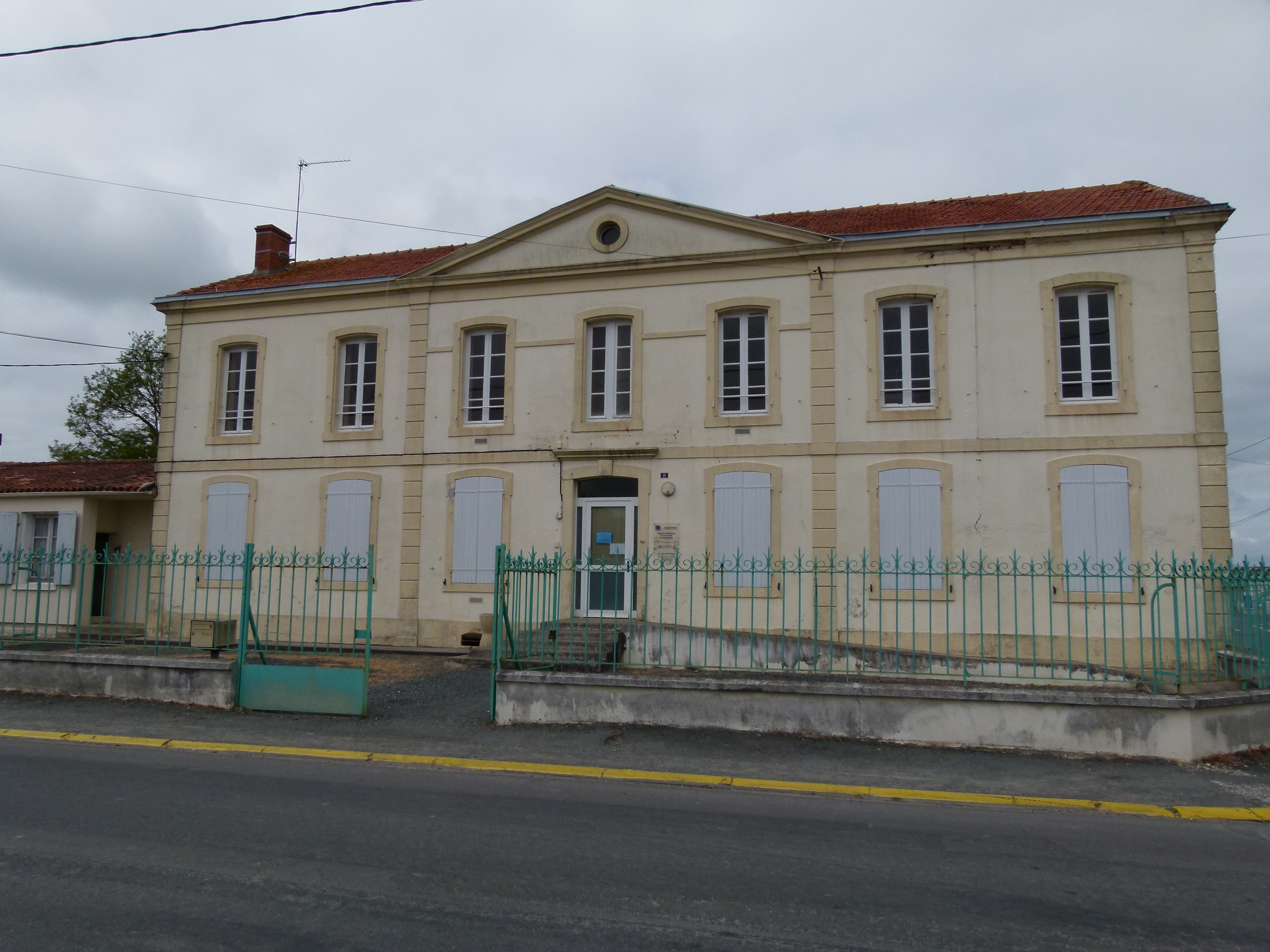
Ehemalige Gendarmerie

## Gemeindepartnerschaften
Mit der deutschen Gemeinde Velden in Bayern besteht seit 1986 eine Partnerschaft.

## Verkehr
Am Bahnhof Aigrefeuille-le-Thou an der Bahnstrecke Saint-Benoît–La Rochelle-Ville verkehren TER-Züge von und nach La Rochelle-Ville und Poitiers.

## Persönlichkeiten
- André Dulin (1900–1973), Minister für Veteranenangelegenheiten (1957), Bürgermeister von Aigrefeuille-d’Aunis
- Catherine Soullie (* 1954), Politikerin (UMP)